# Vizovice
Vizovice este un oraș din regiunea Zlín, Cehia. Localitatea este atestată documentar din 1261. Vizovice a primit drept de cetate în 1498. Un recensământ din anul 1843 înregistra în Vizovice 524 de case și 628 familii, cu un total de 2528 de persoane (1254 bărbați și 1283 femei). În anul 2006 orașul avea 4.562 de locuitori.

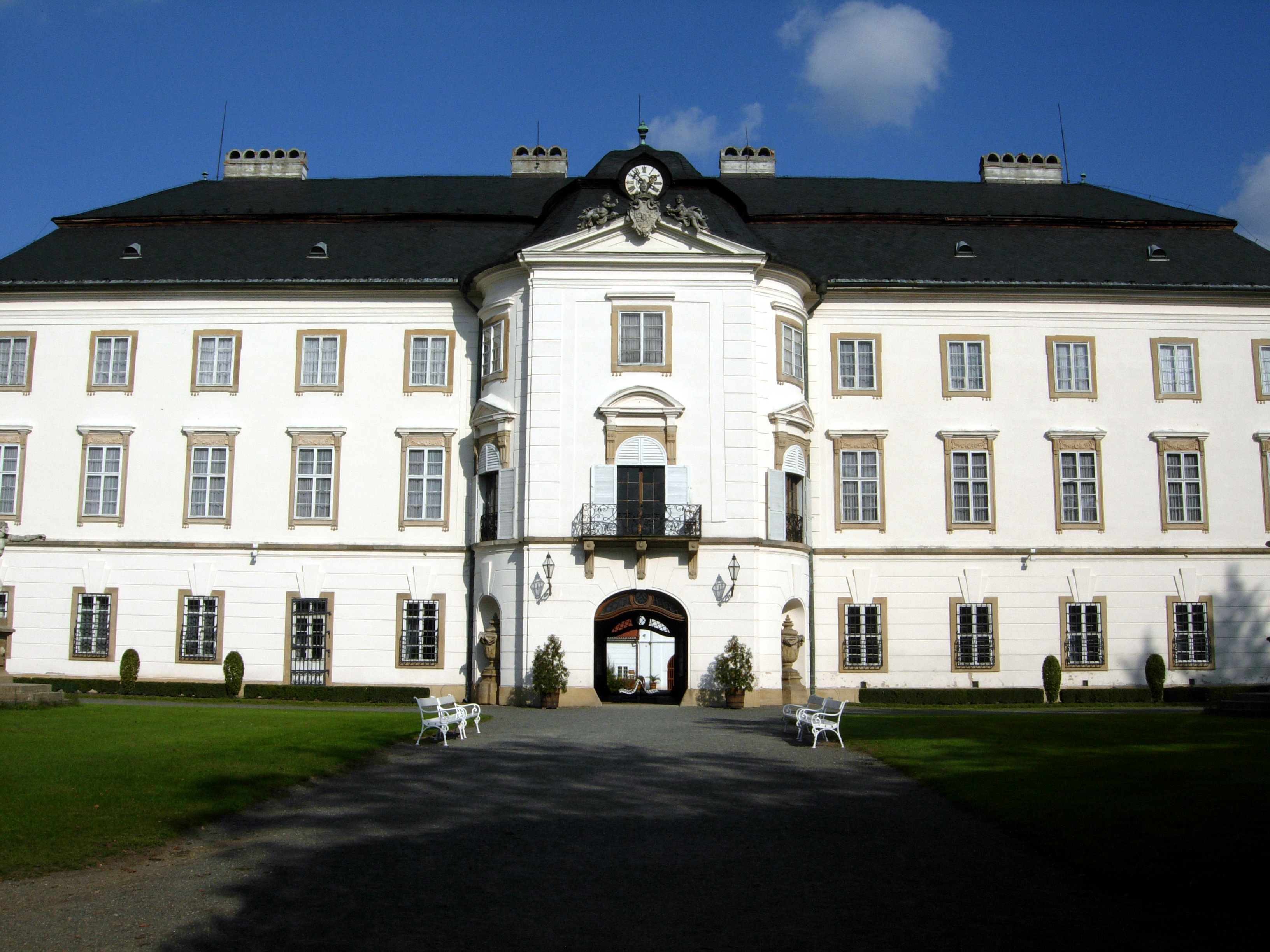
Castelul Vizovice

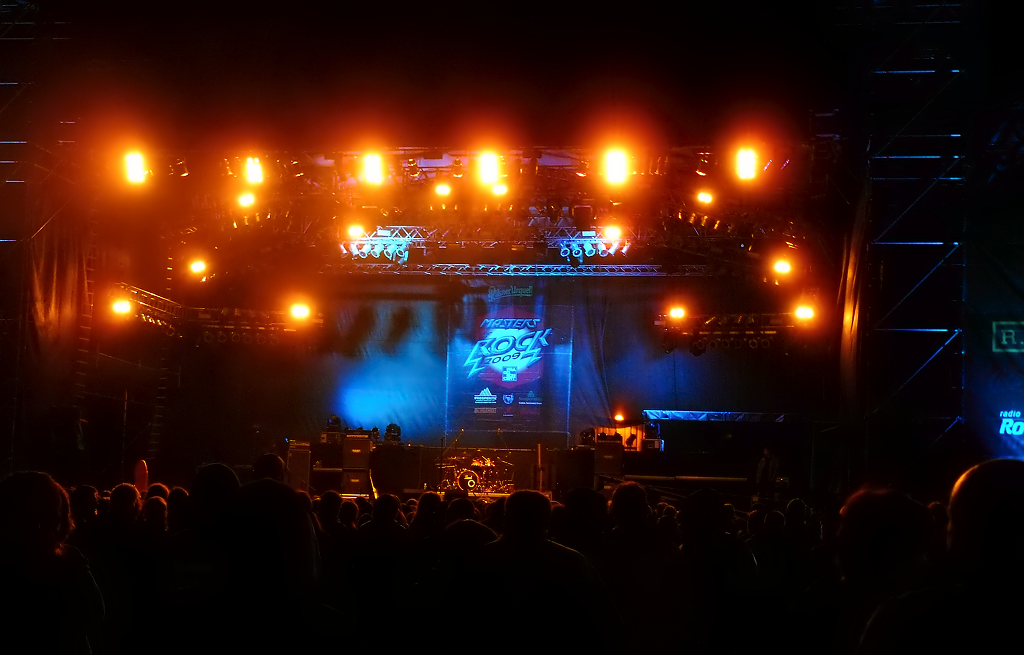
Festivalul Masters of Rock 2009

## Atracții turistice
Castelul Vizovice reprezintă principala atracție turistică a orașului. În Vizovice se află și sediul renumitei distilerii a lui Karel Singer, fondată în 1812. În oraș se organizează festivalul anual de heavy metal Masters of Rock.

## Personalități din Vizovice
- Alois Hába, compozitor
- Karel Hába, compozitor
- Bolek Polívka, actor